# Щербич Павло
Павло (Павел) Щербич (пол. Paweł Szczerbicz; 1552–1609) — львівський писар (1575–1580) та синдик (1580–1583).

## Життєпис
Народився у Кракові. 
Закінчив Яґеллонський університет.
Обіймав посаду писаря ради міста Львова. В 1577–1582 роках — синдик міста Львова.
Після запровадження у Львові польським королем Стефаном Баторієм у 1578 році колегії 40 мужів робив запит до Краківського лавничого суду про порядок формування її складу і компетенцію.
Отримав від короля право на заснування у Львові друкарні.
1581 — видав перекладені з латинської на польську мову кодекси міського права Jus Municipale («Міське право, тобто міське маґдебурзьке право») та Speculum Saxonum («Саксонське право»). Один примірник цього видання автор подарував раді міста.
1588 — ввійшов до складу комісії для розробки і виправлення Литовського статуту 1588 року.
Помер у 1609 році у Варшаві.